# Behnaz Farahi

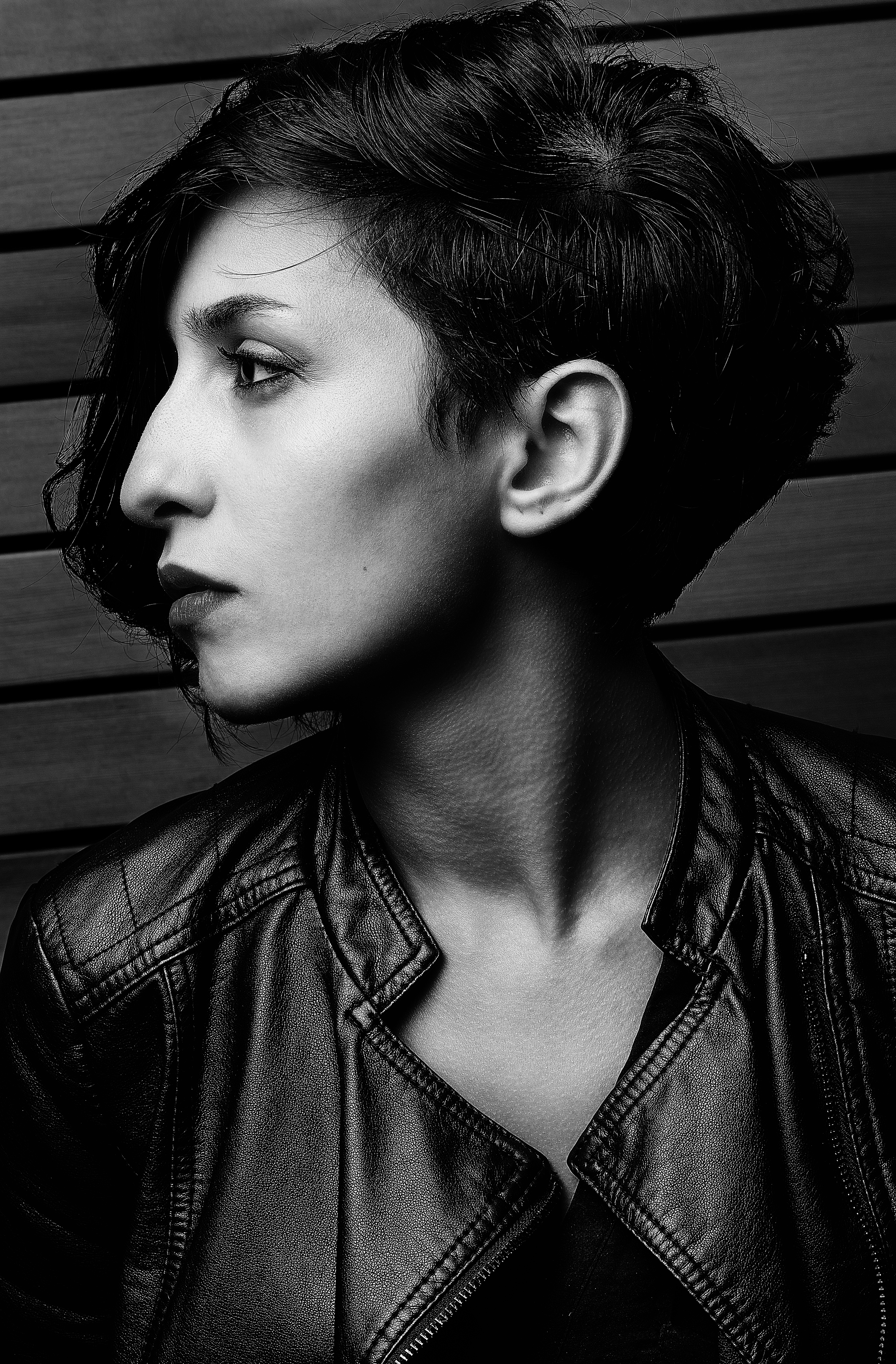
Behnaz Farahi 2014

Behnaz Farahi (Persisch: بهناز فرهی, geboren am 11. Juni 1985 in Teheran) ist eine iranisch-US-amerikanische Architektin, die für ihr interaktives Design von Kleidung bekannt wurde. So entwickelte sie 2015 mit einem 3D-Drucker hergestellte Oberbekleidung unter dem Titel „Caress of the Gaze“, die auf Blicke reagiert, indem sie sich an bestimmten Stellen öffnet oder schließt. Dieses Projekt erhielt zahlreiche Preise, unter anderem den 2016 World Technology Design Award. Wissenschaftlich basieren Behnaz Farahis Arbeiten auf neueren Entwicklungen im computerunterstützten Design (Generative Gestaltung), den Neurowissenschaften, der kognitiven Philosophie und der Künstlichen Intelligenz. Im Science-Museum Chicago wird ihre Kunst in der Dauerausstellung gezeigt.

## Leben
Farahi wuchs in Teheran auf und fing schon als Kind an zu malen und mechanische Geräte zu bauen. Nach ihrem Architekturstudium an der Shahid Beheshti- und Azad-Universität im Iran zog sie nach Los Angeles und machte dort 2013 einen zweiten Master und Bachelor in Architektur an der USC School of Architecture.

## Preise
- 2010: Mirmiran Wettbewerb, Teheran
- 2013: Kinetic Art Organization, USA
- 2016: World Technology Design-Preis, Innovation By Design Linda Tischler Award, USA

## Ausstellungen (Auswahl)
- 2013: The Living, Breathing Wall, Sight + Sound + Space, Los Angeles, USA
- 2013: Breathing Wall II, Design Intelligence: Advanced Computational Research, Peking, China
- 2014: Synapse, Subliminal Pulse, Los Angeles, USA
- 2016: Caress of the Gaze, Radical Atoms and the Alchemists of Our Time, Ars Electronica, Linz, Österreich
- 2017: Bodyscape, Look Forward Fashiontech Festival, La Gaité Lyrique, Paris, Frankreich
- 2017: Second Skin, Luminary, Future Flies & Midway, San Francisco, USA
- 2018: Mesolite, Adidas, Herzogenaurach, Germany
- 2019: Wired to Wear, Museum of Science and Industry, Chicago, USA